# Kissar

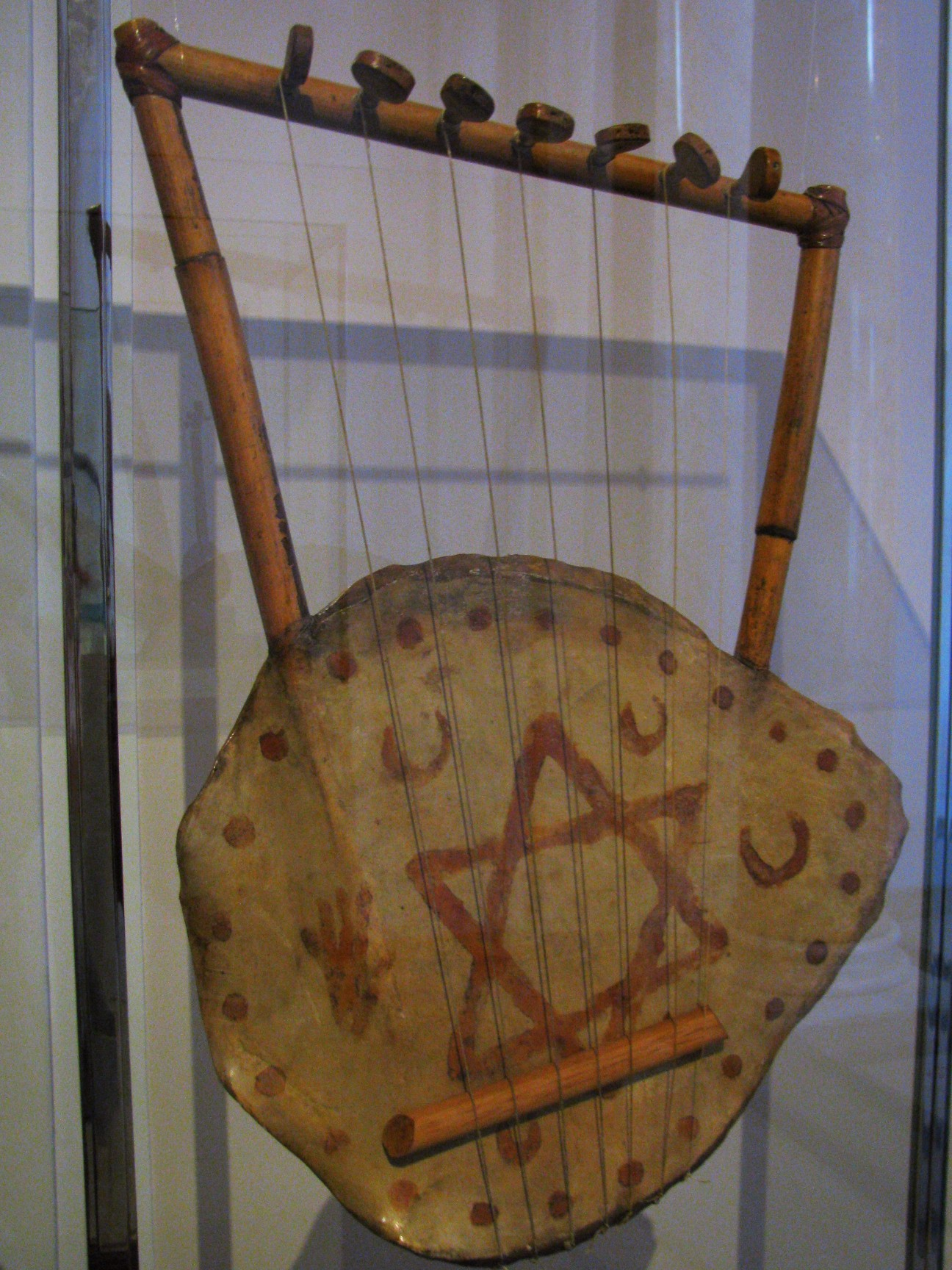
Un kissar del al Kunsthistorisches Museu de Viena

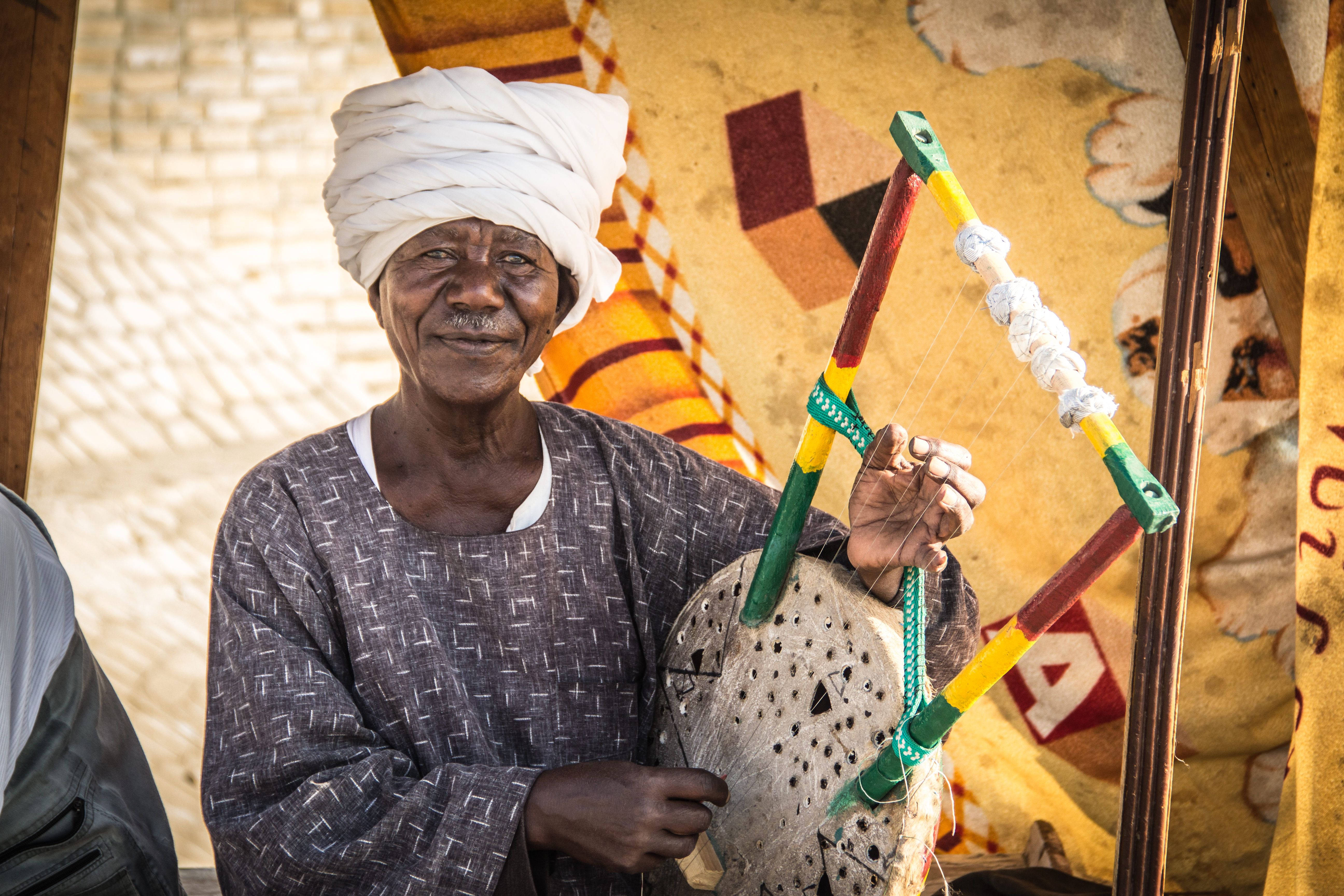
Músic amb kissar, Egipte

El kissar (també s'escriu kissir), tanbour o gytarah barbaryeh, l'antiga lira dels nubians, encara està en ús a Egipte, Sudan i Etiòpia. Consisteix en un cos que té, en lloc de la caixa de ressonància amb la tradicional closca de tortuga, una fusta rodona amb forma de bol poc profund, cobert de pell d'ovella, en què hi ha tres petits forats rodons per a la sortida del so. Els mànecs, col·locats a través de la caixa de ressonància en punts distants al voltant del terç de diàmetre de la circumferència, estan disposats en forma de ventall. Compta amb cinc cordes de budell, nuades al voltant de la barra i aixecades de la caixa de ressonància per mitjà d'un pont similar a l'utilitzat en la guitarra moderna, són pinçades per mitjà d'una pua amb la mà dreta per fer la melodia, mentre que la mà esquerra a vegades fa vibrar algunes de les cordes com un suau brunzit d'acompanyament.